# Stixwould
Stixwould – wieś w Anglii, w hrabstwie Lincolnshire. Leży 21 km na wschód od Lincoln i 186 km na północ od Londynu.